# Неоекспресионизам
Неоекспресионизам је стил касног модернистичког или ранопостмодерног сликарства и скулптуре који се појавио током касних 1970-их. Неоекспресионисти су се понекад називали Трансавангарда, Млади дивљаци или Neue Wilden, у зависности од земље. Карактерише га интензивна субјективност и грубо руковање материјалима.
Неоекспресионизам је стил у модерној уметности и развијао се од 1970. године и био је доминантан око 1980. године. Сличан је америчкој лирској апстракцији и развијао се у Европи као реакција на концептуалну уметност и минимализам. Неоекспресионисти су се вратили експресивном фигуративном сликарству инспиришући се у делима немачких експресиониста Макса Бекмана, Георга Гроса, и норвешког сликара Едварда Мунка. 
Неоекспресионизам се развио као реакција на концептуалну уметност и минималну уметност 1970-их. Неоекспресионисти су се вратили портретисању препознатљивих објеката, као што је људско тело (иако понекад на апстрактан начин), на груб и насилно емотиван начин, често користећи живе боје. Отворено је инспирисан немачким експресионистичким сликарима, као што су Емил Нолде, Макс Бекман, Георг Грос, Ернст Лудвиг Кирхнер, Џејмс Енсор и Едвард Мунк. Такође је повезано са сликарством америчке лирске апстракције 1960-их и 1970-их, Покретом Чикашких имаџиста, Фгуративном школом Области залива 1950-их и 1960-их, наставком апстрактног експресионизма, преседанима у поп сликарству, и Сликарством новог имиџа: нејасан термин из касних 1970-их примењен на сликаре који су користили упечатљив фигуративни стил са сликама налик цртаним филмовима и абразивним руковањем захваљујући неоекспресионизму. Израз Нова слика слика добио је значај на изложби 1978. под називом Сликарство новог имиџа која је одржана у Музеју Витни.

## Критички пријем
Неоекспресионизам је доминирао тржиштем уметности све до средине 1980-их. Стил се појавио на међународном нивоу и многи критичари, као што су Акил Бонито Олива и Доналд Каспит, сматрали су га оживљавањем традиционалних тема самоизражавања у европској уметности након деценија америчке доминације. О друштвеној и економској вредности покрета се жестоко расправљало. Са тачке гледишта историје модерне уметности, ликовни критичар Роберт Хјуз је одбацио неоекспресионистичко сликарство као ретроградно, као неуспех радикалне имагинације, и као жалосну капитулацију пред уметничким тржиштем.
Критичари као што су Бенџамин Бухло, Хал Фостер, Црејг Овенс и Мира Шор били су веома критични према његовом односу према тржишној продајности сликарства на брзорастућем тржишту уметности, славних личности, реакције против феминизма, анти-интелектуализма и повратка митским темама и индивидуалистичких метода које су сматрали превазиђеном. Жене су биле ноторно маргинализоване у покрету, а сликари попут Елизабет Мари и Марије Ласниг изостављени су са многих његових кључних изложби, а најексплицитнија је изложба Нови дух у сликарству из 1981. у Лондону која је укључивала 38 мушких сликара, али ниједну сликарку.

## Неоекспресионизам широм света
Покрет је постао познат као Трансавангарда у Италији и Млади дивљаци у Немачкој, и група Слободна фигуративност је формирана у Француској 1981. године.

## Неоекспресионистички уметници у свету
- Немачка

- - Георг Базелиц (Georg Baselitz)
  - Анзелм Кифер (Anselm Kiefer)
  - Јорг Имендорф (Jörg Immendorff)
- САД

- - Жан- Мишел Басквајт (Jean-Michel Basquiat)
  - Ерик Фишл (Eric Fischl)
  - Дејвид Сале (David Salle)
  - Џулијан Шнабел (Julian Schnabel)
- Француска

- - Реми Бланшард (Rémi Blanchard)
  - Франсоа Басронд (François Boisrond)
  - Роберт Комбас (Robert Combas)
  - Херве Ди Роса (Hervé Di Rosa)
  - Стил се понекад зове Figuration Libre.
- Италија

- - Франческо Клемент (Francesco Clemente)
  - Сандро Киа (Sandro Chia)
  - Енцо Куки (Enzo Cucchi)
  - Стил се понекад зове Трансавангарда
- Енглеска

- - Дејвид Хокнеј (David Hockney)
  - Френк Ојербах (Frank Auerbach)
  - Леон Кософ (Leon Kossoff)
- Холандија

- - Meno Bars (Menno Baars)
- Јужна Африка

- - Марлен Думас (Marlene Dumas)
- Шпанија

- - Мигел Барцело (Miquel Barcelo)
- Аустралија

- - Џорџ Џитез (George Gittoes)
- Мексико

- - Жулијо Галан (Julio Galán)
- Чешка

- - Јири Георг Докупил (Jiři Georg Dokupil)